# San Galo
San Galo o San Gall (en alemán Sankt Gallenⓘ, en francés Saint-Gall, en italiano San Gallo y en romanche Sogn Gagl) es una ciudad y comuna suiza, capital del distrito y del cantón de San Galo.
La ciudad es el centro económico y cultural de la región este de Suiza. La abadía de San Galo es la mayor atracción turística de la ciudad y está inscrita en la lista del Patrimonio de la Humanidad de la Unesco.

## Geografía
San Galo está situada en la región noreste de Suiza, en un valle a aproximadamente 700 metros sobre el nivel del mar, lo que hace que sea una de las ciudades de mayor altura del país y que reciba una gran cantidad de nieve en invierno. El lugar está situado entre el lago de Constanza y los Alpes appenzellenses. 
Los límites de la ciudad son: al norte con las comunas de Gaiserwald, Wittenbach y Mörschwil, al este con Untereggen, Eggersriet y Speicher (AR), al sur con Teufen (AR), Stein (AR) y Herisau (AR), y al oeste con Gossau. Además, la ciudad se encuentra dividida administrativamente en barrios y localidades: Bruggen, Hafnersberg, Heiligkreuz, Kräzern, Krontal, Lachen, Notkersegg, Riet, Rotmonten, Sankt Fiden, Sankt Georgen, Sittertal y Winkeln.
El centro de la ciudad está construido sobre un terreno inestable, por lo que los edificios del fondo del valle están construidos sobre pilotes. Un claro ejemplo es la estación de trenes y la plaza adyacente.

## Historia

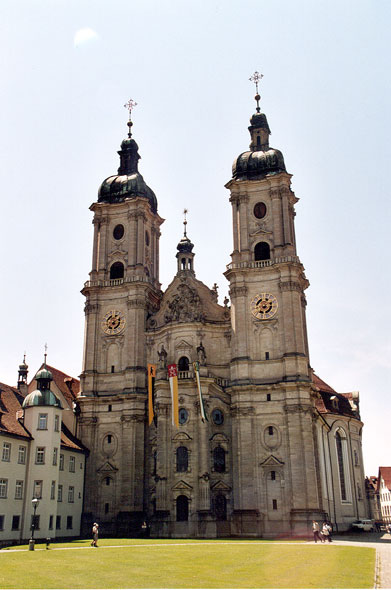
Catedral de San Galo.

Los orígenes de la ciudad se deben al monje irlandés Gallus (o Galo: *550; †640), que llegó como novicio con el misionero Columbano de Lexehuil a la zona de lo que hoy es Suiza, para convertir a los alamanes al cristianismo.
En el año 747 sobre el lugar en que se situaba una ermita, el monje benedictino San Otmaro transformó la pequeña comunidad en una comunidad monástica, reunida bajo la regla benedictina, erigiendo al mismo tiempo una abadía que lleva el nombre del santo. A pesar de la hostilidad del Obispado de Constanza, la abadía se convierte en un importante centro cultural y de poder en Europa, poseyendo una espléndida biblioteca (que se puede todavía visitar). En 920 la escuela tenía 300 alumnos y su territorio abarcaba unas 48.000 hectáreas.  En 939 San Galo fue atacada por esclavistas musulmanes de Fraxinetum.
En 1026 el abad Ulrico II recibe el título de príncipe del Imperio, formando un principado que duró hasta 1808. Alrededor de la abadía se formó la ciudad, que con el transcurso del tiempo creció, creando un contrapeso al poder político y eclesiástico del monasterio. Durante la Reforma protestante la ciudad se convierte al Zuinglianismo y ha tenido su propio reformador en la persona de Joachin Vadian. En 1803 se formó el cantón de San Galo, desapareciendo el principado.

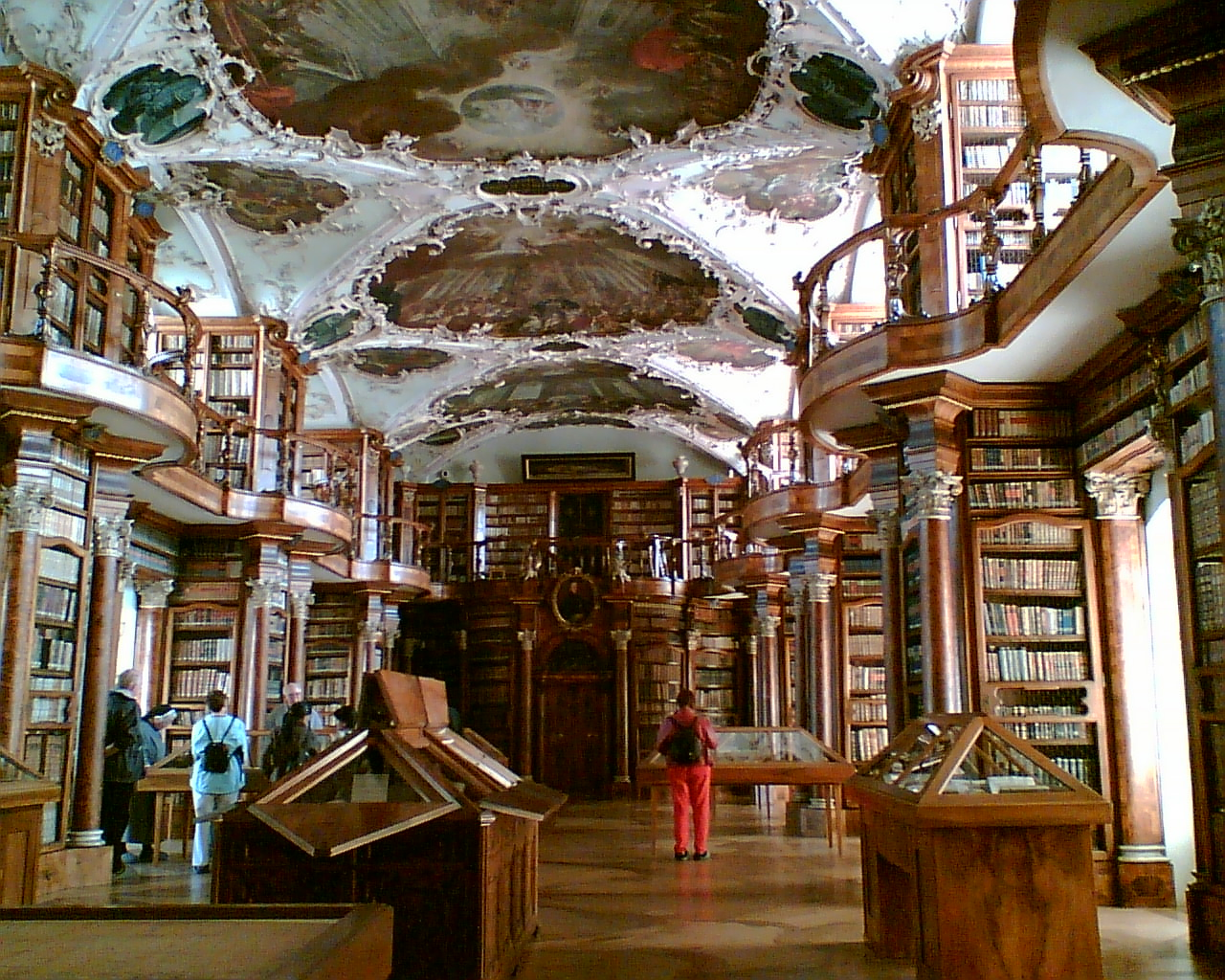
Biblioteca de la abadía

La abadía por su parte fue escogida sede de vicariato eclesiástico en 1836, y en 1846 fue elevada al título de catedral como sede de la diócesis de San Galo.

## Educación
La Universidad de San Galo [en alemán: Universität St. Gallen (Hochschule für Wirtschafts-, Rechts- und Sozialwissenschaften – HSG)] creada en 1898, ofrece formaciones en ciencias económicas y sociales y en derecho. Considerada como una de las mejores universidades de lengua alemana, además de ser reconocida a nivel mundial por su formación en ciencias económicas.

## Transporte
La ciudad cuenta con un denso sistema de transporte urbano, operado por la VBSG (Verkehrsbetriebe St. Gallen). Además existe una amplia red de autobuses postales (Postauto) que conectan a la ciudad con el área de Appenzell. La ciudad cuenta también con un sistema de trenes regionales (S-Bahn).
La estación de trenes de San Galo tiene una excelente conexión con la red de Ferrocarriles Federales Suizos. Los trenes InterCity que conectan la ciudad con Zúrich salen cada media hora. La ciudad es también sede de algunas empresas ferroviarias privadas como la Südostbahn (SOB) que conecta San Galo con Lucerna, las ferrovías de Appenzell (Appenzeller Bahnen) que la unen con Appenzell, con Gais y con Trogen.
San Galo cuenta con su propio aeropuerto, el aeropuerto de St. Gallen-Altenrhein, que no es de gran talla y no recibe grandes vuelos comerciales. Se encuentra cerca del lago de Constanza y recibe vuelos desde Viena y algunos otros destinos.
La ciudad está conectada a la autopista A1 que la conectan con Sankt Margrethen, Zúrich, Berna y Ginebra.

## Abadía de San Gall
El complejo abacial en la época carolingia queda reflejado en un plano elaborado de la abadía suiza de San Gall, edificada alrededor de 820, en el cual puede observarse la disposición general de un monasterio importante de la época. El aspecto general del complejo es el de una ciudad de casas aisladas con calles entre ellas. Está edificado claramente de acuerdo a la regla benedictina, que establecía que, si era posible, el monasterio contuviese todo lo necesario para la vida, así como los edificios conectados más íntimamente con la vida religiosa y social de sus internados. Debía comprender un molino, una panadería, establos, así como acomodación para llevar a cabo todas las artesanías dentro de las murallas, de modo que no fuese necesario para los monjes salir de los límites del monasterio.
La distribución general de los edificios queda así: 
La iglesia con su claustro está situada al sur, ocupa el centro de un área cuadrangular de cerca de 430 pies cuadrados. Los edificios, como en los monasterios grandes, están distribuidos en grupos. La iglesia forma el núcleo, como centro de la vida religiosa de la comunidad. En relación más estrecha con la iglesia está el grupo de edificios apropiados para la línea monástica y sus exigencias diarias: el refectorio para comer, el dormitorio para descansar, la sala común para relacionarse, la casa del capítulo para las conferencias religiosas y disciplinarias. Estos elementos esenciales de la vida monástica estaban colocados alrededor de un claustro, el cual contenía una arcada cubierta permitiendo la comunicación protegida de los elementos entre los edificios. La enfermería para monjes enfermos, con la casa del médico, y el jardín del herbolario quedan al este. En el mismo grupo que la enfermería está el jardín de los novicios. La escuela exterior, con la casa del maestro principal contra la pared opuesta de la iglesia, se halla fuera del recinto del convento, en proximidad a la casa del abad, que debía mantener constantemente vigilancia sobre ellos.
|  |  | Iglesia A. Altar mayor B. Altar de San Pablo C. Altar de San Pedro D. Nave E. Paraíso F. Torres Edificios monásticos G. Claustro H. Calefactorio, con el dormitorio encima I. Letrinas J. Casa del Abad K. Refectorio L. Cocina M. Panadería y cervecería N. Sótano O. Sala, locutorio (encima: P1. Scriptorium con biblioteca [k], P2. Sacristía y vestíbulo) Q. Casa de los novicios (1. capilla; 2. refectorio; 3. calefactorio; 4. dormitorio; 5. habitación del maestro; 6. cámaras) R. Enfermería (1 a 6 como en la casa de los novicios) S. Casa del médico T. Jardín botánico U. Casa para penitencias V. Escuela W. Alojamiento del maestro de escuela X1. Casa de huéspedes para los de rango superior X2. Casa de huéspedes para los pobres Y. Cámara de huéspedes para monjes de otras órdenes Departamentos de mantenimiento Z. Granja a. Era b. Talleres c. Molinos d. Horno e. Establos f. Vaquería g. Cabrería h. Pocilga i. Ovejas k. Cámaras para sirvientes y trabajadores l. Casa del jardinero m. Granja de pollos y patos n. Casa del cuidador de pollería o. Jardín q. Panadería para pan sacramental s. Cocinas t. Baños |

Los edificios destinados a la hospitalidad se dividen en tres grupos: uno para la recepción de los huéspedes distinguidos, otro para los monjes que visitan el monasterio y otro para los viajeros peregrinos. El primero y el tercero están situados a la derecha y a la izquierda de la entrada común del monasterio. El hospicio para huéspedes distinguidos se encuentra en el lado norte de la iglesia, no lejos de la casa del abad; el de los huéspedes pobres se halla en el lado sur, cerca del grupo de edificios de la granja, el cual está claramente separado de los edificios monásticos. A la cocina, mantequería y oficinas se llega a través de un pasaje desde el lado este del refectorio y están conectadas con la panadería y la cervecería, las cuales están colocadas un poco más lejos. La totalidad de los lados sur y este están destinados a talleres, establos y edificios de granja. 
Los edificios, con algunas excepciones, probablemente estaban todos hechos de madera, excepto la iglesia. En total son 33 bloques separados.
La iglesia es cruciforme, con una nave de 9 arcadas y un ábside semicircular en cada extremo. El extremo oeste está rodeado de una columnata semicircular, dejando un "paraíso abierto" entre él y la pared de la iglesia. La totalidad del área está dividida por paneles en varias capillas. El altar mayor está situado inmediatamente al este del transepto, o coro ritual, el altar de San Pablo, en el este, y el de San Pedro en el ábside oeste. Hay un campanario cilíndrico separado de la iglesia a cada lado del ábside oeste.
La innovación más importante es la clausura monástica, espacio abacial donde sólo puede haber monjes, no permitiéndose la entrada a los extraños (clausura pasiva) y los monjes no pueden abandonarla sin permiso (clausura pasiva). 
Este plan sería el que serviría de modelo para la construcción de otros monasterios en todo el Sacro Imperio Romano, adaptándose a las circunstancias locales.

## Ciudades hermanadas
- Liberec, República Checa.
- Carrara, Italia.

## Curiosidades
- En esta ciudad murió en 1975 el infante Jaime de Borbón y Battenberg, hijo del rey Alfonso XIII.
- La ciudad obtuvo el premio Wakker en 1992.
- La ciudad tiene un equipo de fútbol, el FC St. Gallen.
- La abadía de San Galo, patrimonio de la Humanidad.
- Sede del debut del Campeonato Europeo de Balonmano 2006.
- Sede de los bancos Raiffeisen Schweiz, Banco Cantonal de San Galo y Acrevis Bank.
- Sede de seguros Helvetia.